# André Wouking

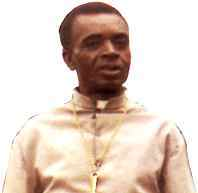
Erzbischof André Wouking

André Wouking (* 14. Juni 1930 in Dschang, Französisch-Kamerun; † 10. November 2002) war ein kamerunischer römisch-katholischer Geistlicher und Erzbischof von Yaoundé.

## Leben
André Wouking empfing am 9. April 1961 das Sakrament der Priesterweihe.
Am 15. März 1979 ernannte ihn Papst Johannes Paul II. zum Bischof von Bafoussam. Der Bischof von Bamenda, Paul Verdzekov, spendete ihm am 9. Juni desselben Jahres in Bafoussam die Bischofsweihe; Mitkonsekratoren waren der Bischof von Maroua-Mokolo, Jacques de Bernon OMI, und der emeritierte Bischof von Douala, Thomas Mongo.
Papst Johannes Paul II. bestellte ihn am 27. November 1998 zum Erzbischof von Yaoundé.